# Leptophryne
Leptophryne – południowoazjatycki rodzaj płazów bezogonowych z rodziny ropuchowatych (Bufonidae).

## Zasięg występowania
Rodzaj obejmuje gatunki występujące w Tajlandii, na Półwyspie Malajskim oraz Wielkich Wyspach Sundajskich.

## Systematyka

### Etymologia
- Leptophryne: gr. λεπτος leptos „delikatny, drobny”[5]; φρυνη phrunē, φρυνης phrunēs „ropucha”[6].
- Cacophryne: gr. κακος kakos „zły, podły”[7]; φρυνη phrunē, φρυνης phrunēs „ropucha”[6]. Gatunek typowy: Hylaplesia borbonica von Tschudi, 1838.

### Podział systematyczny
Do rodzaju należą następujące gatunki:
- Leptophryne borbonica (von Tschudi, 1838)
- Leptophryne cruentata (von Tschudi, 1838)
- Leptophryne javanica Hamidy, Munir, Mumpuni, Rahmania & Kholik, 2018